# 中西崇文
中西 崇文（なかにし　たかふみ、1978年（昭和53年） - ）は、日本の情報学者、データサイエンティスト、作曲家。
東京工科大学 コンピュタサイエンス学部  教授、早稲田大学 総合研究機構 客員主任研究員、 国際大学グローバル・コミュニケーション・センター主任研究員、デジタルハリウッド大学大学院客員教授、博士(工学)。 専門はXAI、データマイニング、感性情報処理。
現在、説明可能なAI(XAI)技術であるAIMEを軸に、システムの研究開発やそれらのビジネス、サービスの立ち上げを目的とした企業連携研究プロジェクトを多数推進している。

## 略歴
- 1997年 三重県立宇治山田高等学校卒業
- 2001年 筑波大学第三学群情報学類卒業
- 2006年 筑波大学大学院博士課程システム情報工学研究科修了、博士(工学)号取得
- 2006年 独立行政法人情報通信研究機構　知識創成コミュニケーション研究センター　知識処理グループ 研究員(〜2011年)
- 2011年 独立行政法人情報通信研究機構　ユニバーサルコミュニケーション研究所 情報利活用基盤研究室 研究員(〜2013年)
- 2013年 独立行政法人情報通信研究機構　ユニバーサルコミュニケーション研究所　企画室　専門推進員(〜2014年)
- 2014年 国際大学グローバル・コミュニケーション・センター(GLOCOM) 准教授・主任研究員(〜2018年)
- 2015年 デジタルハリウッド大学大学院デジタルコンテンツ研究科 客員教授(〜現在)
- 2018年 武蔵野大学 工学部　数理工学科 准教授(〜2019年)
- 2018年 国際大学グローバル・コミュニケーション・センター(GLOCOM) 主任研究員(兼任)) (〜現在)
- 2019年 武蔵野大学 データサイエンス学部 データサイエンス学科長 准教授(〜2025年3月)
- 2019年 東京財団政策研究所[6]　シニア・データサイエンティスト(兼任)(〜2021年9月)
- 2025年 東京工科大学 コンピュータサイエンス学部 教授(〜現在)

## 著書
- 中西崇文『スマートデータ・イノベーション』翔泳社、2015年。ISBN 978-4798141374。
- 中西崇文『シンギュラリティは怖くない:ちょっと落ちついて人工知能について考えよう』草思社、2017年。ISBN 978-4794222558。
- 中西崇文『Pythonハンズオンによる はじめての線形代数』森北出版、2021年。ISBN 978-4627855816。